# Kovács Sándor (ifjúsági író)
Kovács Sándor (Nagyszalonta, 1952. május 10.) — tanár, ifjúsági író, a Nagyszalontai Arany János Művelődési Egyesület tagja.

## Életútja
Szülővárosában érettségizett (1971), a Babeș–Bolyai Tudományegyetemen magyar-orosz szakos tanári diplomát szerzett (1975). A diósadi Általános Iskola tanára, majd igazgatója. Első cikkét a nagyváradi Fáklya közölte (1969). Napilapok levelező-munkatársa: írásai az Echinox, Utunk, Napsugár, Tanügyi Újság hasábjain, színpadi jelenetei a Művelődésben, romániai magyar irodalmi keresztrejtvényei főleg a Jóbarátban jelentek meg. Összeállította A szélrózsa minden irányából című pionír keresztrejtvény-zsebkönyvet (1982, újabb kiadás 1984). Írása szerepelt az Ajtók című antológia-kötetben (Bukarest, 1986). Az 1990-es években Zilahon élt.

## Társasági tagság
- A Nagyszalontai Arany János Művelődési Egyesület tagja